# Cantonul Saint-Alban-Leysse
Cantonul Saint-Alban-Leysse este un canton din arondismentul Chambéry, departamentul Savoie, regiunea Rhône-Alpes, Franța.

## Comune
- Barby
- Bassens
- Curienne
- Les Déserts
- Puygros
- Saint-Alban-Leysse (reședință)
- Saint-Jean-d'Arvey
- Thoiry
- Verel-Pragondran